# Гелдер, Арт де
Арт де Гелдер (нидерл. Aert de Gelder; 26 октября 1645, Дордрехт — 27 августа 1727, Дордрехт) — голландский живописец. Ученик Рембрандта.

## Жизнь и творчество
Согласно биографии знаменитого историографа нидерландского искусства Арнольда Хоубракена, «Арент де Гелдер» (Arent de Gelder) родился 26 августа 1645 года в Дордрехте. Однако в записи о крещении в церкви Гроте Керк указано, что он был крещён 11 ноября как сын Яна де Гелдера и Марии Лоттерих и был назван в честь деда Арента Янса де Гелдера (Arent Jansz. de Gelder). Во многих публикациях XX века художник упоминается как Арт де Гелдер, но в документах XVII века, включая крестильную книгу Гроте Керк, его называют «Арент». Недоразумение могло возникнуть из-за того, что свои произведения художник всегда подписывал сокращённо «А. де Гелдер», а отец Арента в источниках часто упоминается как Ян Артс де Гелдер (Jan Aertsz. de Gelder).
Арт де Гельдер учился живописи у художника Самюэла ван Хогстратена в своём родном городе, а затем отправился в Амстердам и с 1661 по 1663 год работал в мастерской Рембрандта. Арт де Гелдер был одним из последних учеников Рембрандта. Затем он вернулся в Дордрехт. Он продолжал работать в стиле и манере своего учителя: широкие пастозные мазки в «света́х» и прозрачные лессировки теней. Писал преимущественно портреты, исторические и религиозные картины.
Достоверно известно триста шесть его картин «в стиле Рембрандта». Атрибуция затруднена тем, что в Дордрехте работало несколько живописцев из этой же семьи, в частности, в схожей манере «под Рембрандта» писал «фигуры и натюрморты» Николас ван Гелдер (ок. 1620—1677).

## Галерея

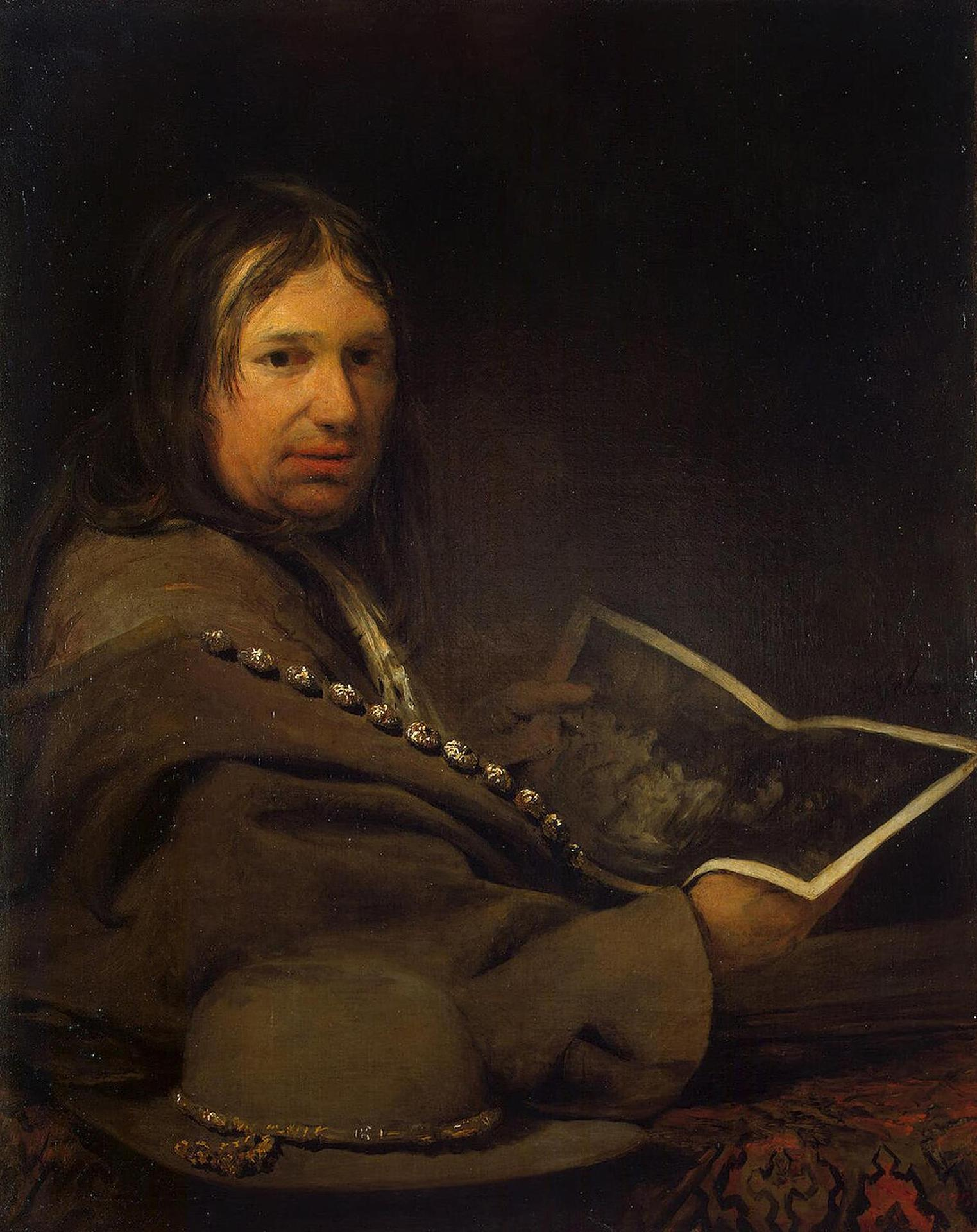
Aвтопортрет с офортом Рембрандта в руках. 1700-е. Холст, масло. Государственный Эрмитаж, Санкт-Петербург
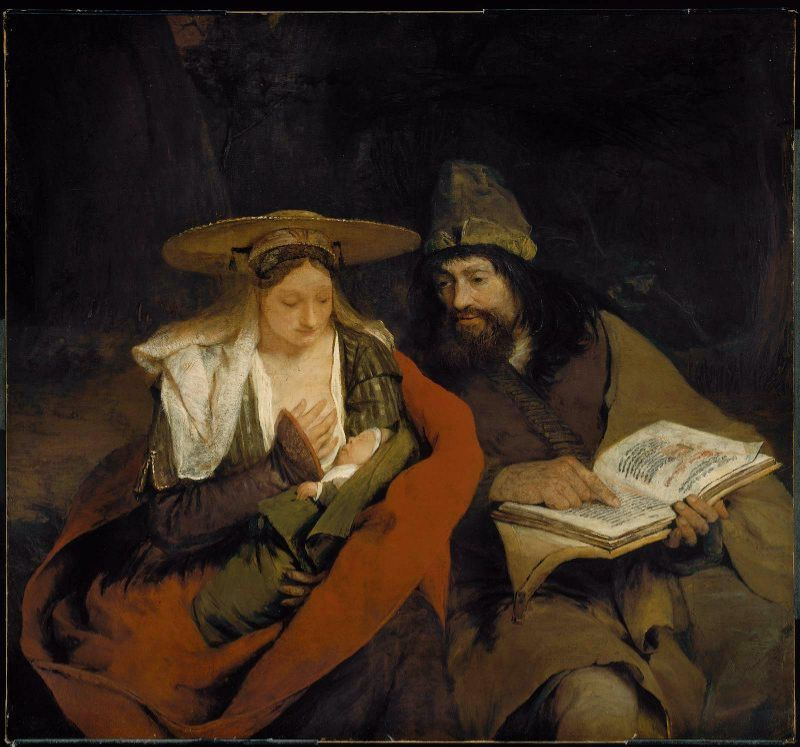
Отдых на пути в Египет. Ок. 1690. Холст, масло. Музей изящных искусств, Бостон, Массачусетс, США
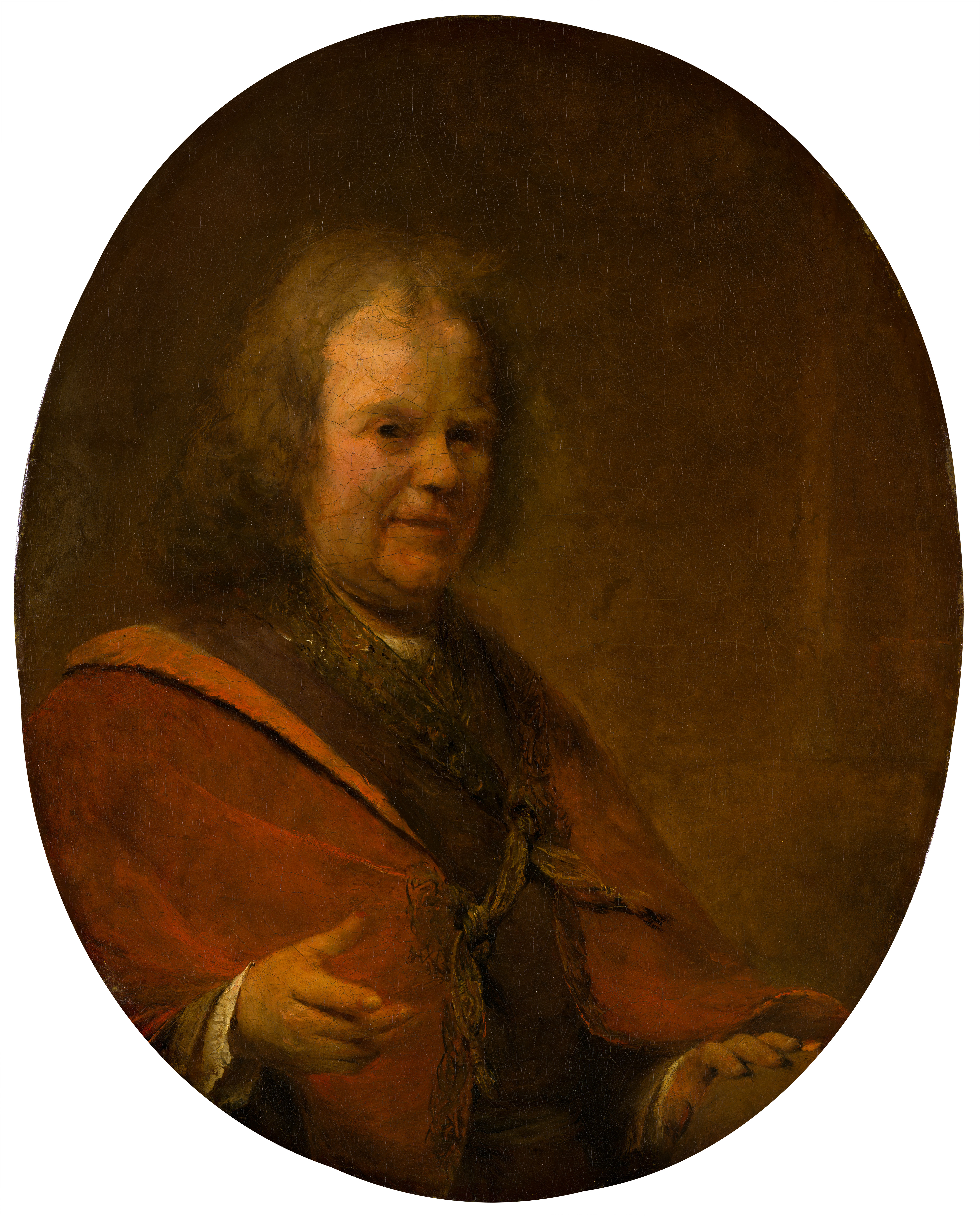
Портрет Германа Бургаве. 1722. Холст, масло. Маурицхёйс, Гаага
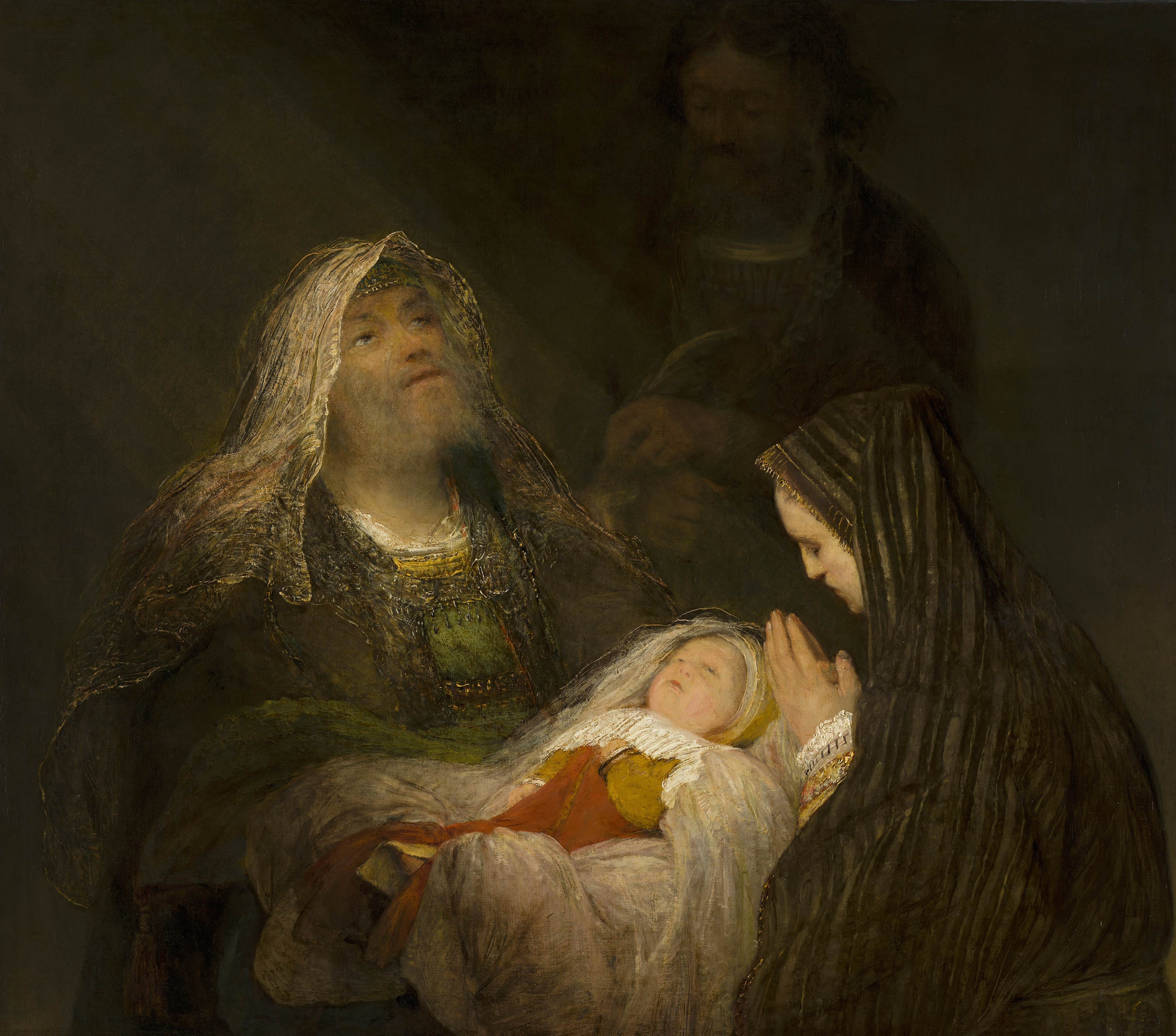
Хвалебная песнь Симеона. Между 1700 и 1710. Холст, масло. Маурицхёйс, Гаага
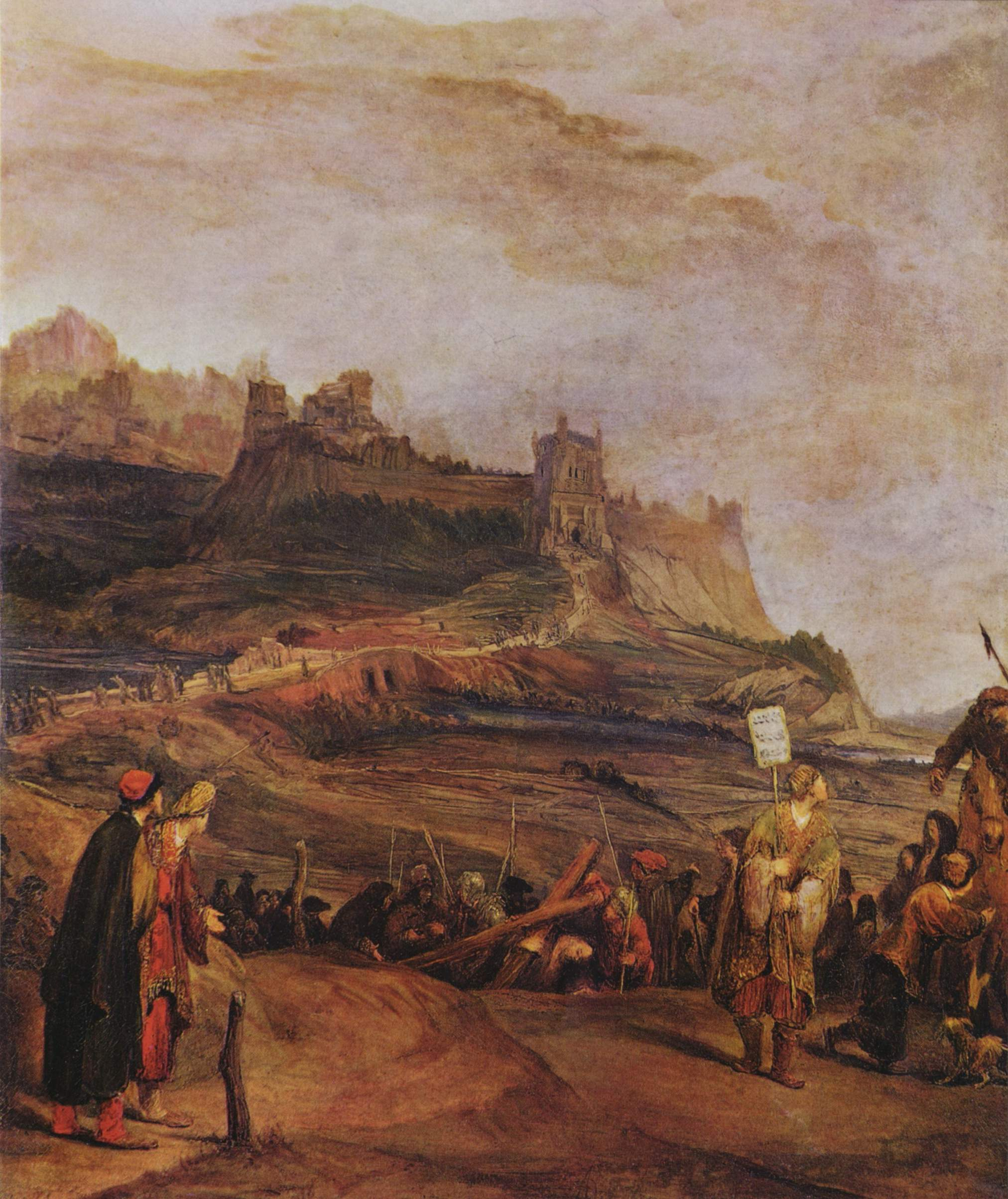
Путь на Голгофу. Между 1675 и 1700. Холст, масло. Государственная галерея, Ашаффенбург
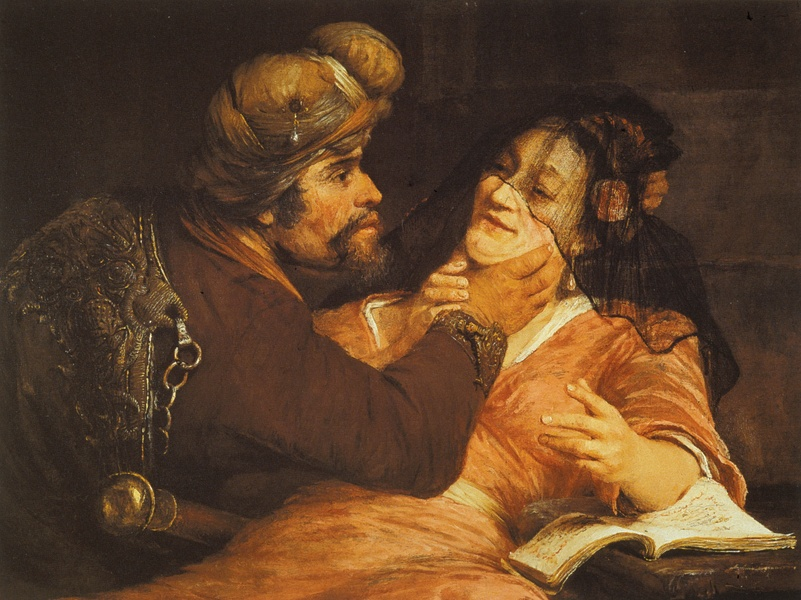
Иуда и Тамар. 1667. Холст, масло. Частное собрание
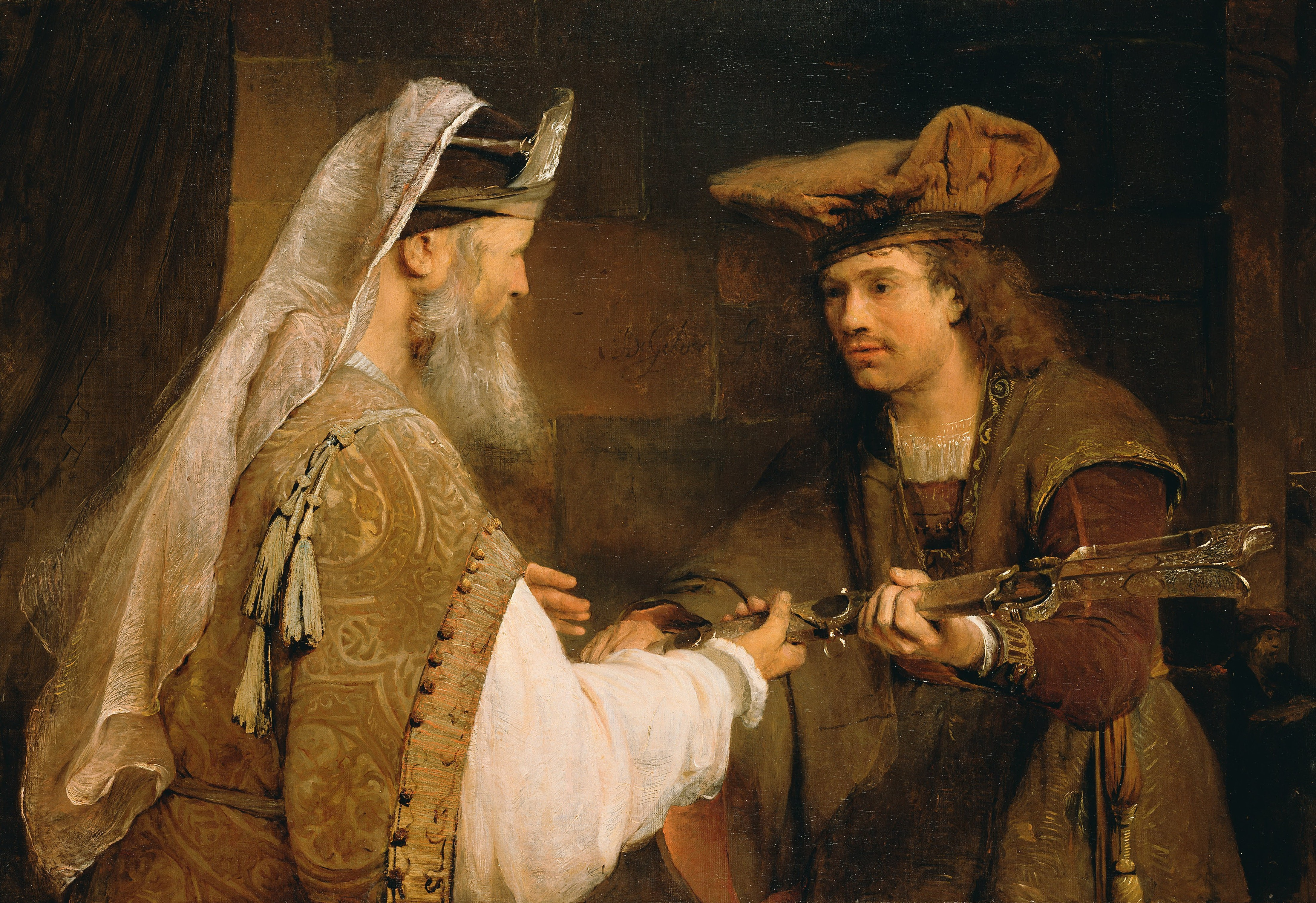
Ахимелех вручает Давиду меч Голиафа. 1680-е. Холст, масло. Центр Гетти, Лос-Анджелес